# Mil·lisegon
Un mil·lisegon és el període corresponent a la mil·lèsima fracció d'un segon (0,001s).
El seu símbol, igualment com altres mil·lèsimes parts de distintes magnituds com pogueren ser la massa o la longitud, ve especificat mitjançant una "m" minúscula avançant-se a la magnitud fonamental, que en el cas del segon és una lletra "s", resultant:
1 ms = 0.001 segon = 1 mil·lisegon